# Francesco Zuccarelli

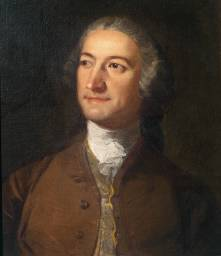
Zuccarelli von Richard Wilson 1752

Francesco Zuccarelli RA (* 15. August 1702 in Pitigliano in der Toskana; † 30. Dezember 1788 in Florenz) war ein italienischer Maler, bekannt für Landschaftsbilder mit antikem Hintergrund.

## Leben
Zuccarelli war Schüler Giovanni Maria Morandis (1622–1717) und danach bei Pietro Nelli (1672–1740) in Rom. Er soll um 1730 auch bei dem Landschaftsmaler Paolo Anesi in Florenz gearbeitet haben. Ab 1732 ließ er sich in Venedig nieder. Möglicherweise war er 1742 bis 1748 in London, als Bühnenmaler für die Oper. Ab 1743 war er in Venedig, wo er 1747 bis 1752 mit Bartolomeo Nazari für die Familie Tassi arbeitete. Er ist auch mehrfach in Bergamo nachweisbar (1736, 1747, 1748, 1751). Er hatte einige englische Gönner und besuchte mehrfach England, wo er 1752 (auf Empfehlung des britischen Konsuls in Venedig Joseph Smith) bis 1771 oder 1773 lebte (bis auf eine Zeit 1762 bis 1765 in Venedig, wo er 1763 Mitglied der Akademie der Künste wurde) und 1768 einer der Gründungsmitglieder der Royal Academy war. Nach seiner Zeit in England zog er nach Florenz und war auch in Rom. Viele seiner Bilder sind in englischen Sammlungen (Windsor Castle, National Gallery) und in Venedig. Zu seinen Schülern zählen Giuseppe Zais und Vittorio Amadeo Cignaroli.
1772 wurde er Präsident der Akademie der Künste in Venedig.
In der Landschaftsmalerei folgte er insbesondere Marco Ricci.
Seine Bilder signierte er mit einem kleinen Kürbis (entsprechend der Bedeutung seines italienischen Namens).